# Plaça Major de Guissona
La Plaça Major de Guissona és una plaça de Guissona (Segarra) protegida com a Bé Cultural d'Interès Local.

## Descripció
La Plaça Major, o també coneguda com a Plaça de l'Església, és un dels espais de comunicació més importants de la vila. Són quatre els carrers a través dels quals hi podem accedir: C/ de les Botigues, C/ Carral, C/ Sta. Margarida i C/ de la Font. Aquesta plaça es troba porxada per tres dels seus costats, mentre que el quart l'ocupa l'església neoclàssica de Santa Maria. Aquests porxos presenten una coberta de volta d'aresta en alguns trams i un sostre arquitravat en altres, fruit de les remodelacions que va patir a finals del segle xvii. Aquests porxos s'obren a la plaça a través d'arcs de mig punt, arcs rebaixats i arcs escarsers sustentats per grans pilastres.
Els edificis que conformen aquesta plaça presenten façanes amb estructures clàssiques molt similars que donen una visió molt uniforme de l'espai. Façanes amb grans carreus de pedra molt ben treballats, motllures que divideixen horitzontalment la façana, ulls de bou a la zona de les golfes, etc. Gran part d'aquests edificis es poden datar a finals del segle xviii.
L'enllosat de pedra que trobem actualment es va realitzar l'any 1936 i substitueix un primer empedrat en diagonal que es va dur a terme l'any 1910 per evitar les humitats de la plaça.

## Història
Antigament havia estat un fossar, fins que es convertí en una plaça on s'hi publicaven els bans de batlle.